# Trattato Marocco-Congo
Il trattato Marocco-Congo (in tedesco: Marokko-Kongo-Vertrag), riguardante gli interessi economici e territoriali delle due potenze coloniali in Africa, è un trattato firmato nel 1911 dall'Impero tedesco e dalla Francia, che pose fine alla Crisi di Agadir iniziata il 1º luglio dello stesso anno.

## Storia
Con questo accordo, l'Impero tedesco riconobbe il dominio francese in Marocco e in cambio, al costo di una piccola zona nel nord-est del Camerun, detto Alto Camerun o anche “Becco d'anatra” (Entenschnabel), riceveva dai francesi due strisce di terra utili al commercio e al futuro previsto sfruttamento delle risorse di gomma: una lungo il fiume Congo e l'altra lungo il fiume Ubangi. La Germania ricevette in totale circa 295.000 chilometri quadrati (107.000 miglia quadrate) di territorio, che vennero detti Neukamerun e che furono aggregati al Camerun tedesco.
Dopo questo accordo, la cannoniera Panther, inviata dal governo imperiale tedesco nel mese di luglio per controllare la situazione in territorio marocchino, salpò da Agadir, facendo rientrare la crisi.

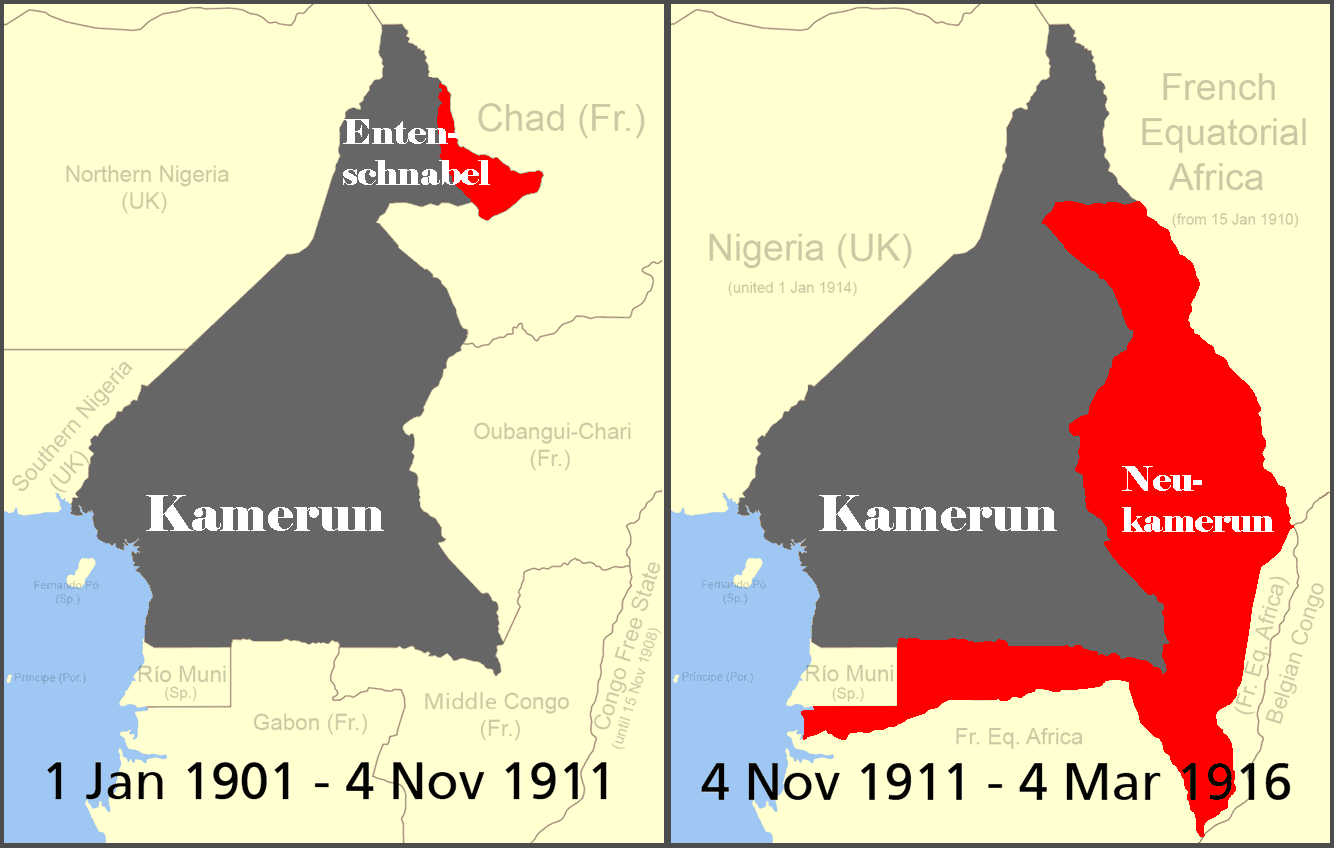
Cambiamenti territoriali in seguito al trattato Marocco-Congo

## Conseguenze
L'accordo in realtà non appagò né la Francia né la Germania. Di lì a poco, a causa di esso, cadeva a Parigi il governo Caillaux, mentre a Berlino il sottosegretario alle colonie Friedrich von Lindequist, che aveva negoziato per la Germania, fu costretto a dimettersi davanti agli attacchi dei nazionalisti.
Pochi anni dopo, in seguito alla sconfitta della Germania nella prima guerra mondiale, il Camerun fu spartito tra Francia e Gran Bretagna.